# Lường (họ)
Lường là một họ của  người Việt,  người Thái và một số dân tộc thiểu số khác tại Việt Nam.

## Người Việt
Cư dân họ Lường đã cư trú lâu đời tại một số huyện, thị của tỉnh Thanh Hóa: huyện Quảng Xương, huyện Hoằng Hóa, huyện Hậu Lộc, huyện Nông Cống, thành phố Sầm Sơn và thành phố Thanh Hóa.
Năm 1993, ông Lường Viết Lợi (thường bị nhầm là Lương Viết Lợi, Lương Văn Lợi), trú tại khu phố Sơn Hải, phường Trường Sơn, thành phố Sầm Sơn đã cùng thuyền trưởng kiêm nhà văn người Anh Tim Severin  thực hiện cuộc hành trình 5500 dặm vượt Thái Bình Dương trên chiếc bè mảng đóng từ tre luồng.

## Người dân tộc thiểu số
Cư dân họ Lường dân tộc Thái cư trú tại các tỉnh Tây Bắc Việt Nam như Sơn La, Hòa Bình, Điện Biên, Lai Châu,Hà Giang  
Một số dân tộc thiểu số khác cũng có cư dân mang họ Lường như người Nùng tại Lục Ngạn, Bắc Giang.